# Drosophila xanthognoma
Drosophila xanthognoma är en tvåvingeart som beskrevs av Elmo Hardy 1965. Drosophila xanthognoma ingår i släktet Drosophila och familjen daggflugor.
Artens utbredningsområde är Hawaii.